# Doloressus
Doloressus is een geslacht van hooiwagens uit de familie Assamiidae.
De wetenschappelijke naam Doloressus is voor het eerst geldig gepubliceerd door Roewer in 1935. 

## Soorten
Doloressus omvat de volgende 4 soorten:
- Doloressus cippatus
- Doloressus filipes
- Doloressus ghesquierei
- Doloressus palmgreni